# Bassett (Nebraska)
Bassett – miasto w Stanach Zjednoczonych, w stanie Nebraska, siedziba administracyjna hrabstwa Rock.